# Seznam eponymních nemocí
Eponymní nemoc je nemoc pojmenována po nějaké osobě, typicky po lékaři, který ji popsal jako první.

## Abecední seznam
- Aarskogův–Scottův syndrom
- Aaseův–Smithův syndrom
- Abdallat-Davis-Farrageův syndrom
- Abderhalden-Kaufmann-Lignacův syndrom
- Achardův–Thiersův syndrom
- Adamsův–Oliverův syndrom
- Adamsův–Stokesův syndrom
- Addisonova choroba
- Adsonův–Coffeyův syndrom
- Aicardiho syndrom
- Aicardiho-Goutièresové syndrom
- Alagilleův syndrom
- Albersova-Schönbergova nemoc
- Albrightův syndrom
- Albright-Butler-Bloombergové nemoc
- Albrightův–Hadornův syndrom
- Alexanderova nemoc
- Alibert-Bazinův syndrom
- Alpersův–Huttenlocherův syndrom
- Alportův syndrom
- Alstromův syndrom
- Alzheimerova choroba
- Andersova nemoc
- Andersenové nemoc
- Andersenové-Tawilův syndrom
- Anderson-Fabryho nemoc
- Angelmanův syndrom
- Angelucciho syndrom
- Antonův–Babinského syndrom
- Aspergerův syndrom
- Apertův syndrom
- Aran-Duchennova muskulární dystrofie
- Arnoldova-Chiariho malformace
- Ashermanův syndrom
- Aspergerův syndrom
- Avellisův syndrom
- Ayerza-Arrillagaův syndromBaastrupův syndrom
- Babesióza
- Babingtonova nemoc
- Babinski-Fröhlichův syndrom
- Babinski-Fromentův syndrom
- Babinski-Nageotteův syndrom
- Baloova nemoc
- Bambergerova nemoc
- Bamberger-Marie nemoc
- Bancroftova filarióza
- Bangova nemoc
- Bannayan-Riley-Ruvalcabaův syndrom
- Bannayan-Zonanaův syndrom
- Bantiho nemoc
- Bárányův syndrom
- Bardet-Biedlův syndrom
- Barrettův syndrom
- Barlowova nemoc
- Barlowův syndrom
- Barraquer-Simonsův syndrom
- Barré-Liéouův syndrom
- Bart-Pumphreyův syndrom
- Bartterův syndrom
- Basedowova nemoc
- Basedowův syndrom
- Bassen-Kornzweigův syndrom
- Battenova nemoc
- Bazinova nemoc
- Beckerova muskulání dystrofie
- Beckwith-Wiedemannův syndrom
- Behçetova nemoc
- Bechtěrevova nemoc
- Benediktův syndrom
- Benjaminův syndrom
- Bergerova nemoc
- Bergeronova nemoc
- Bernardův syndrom
- Bernard-Soulierův syndrom
- Bernhardt-Rothova parestézie
- Bernheimův syndrom
- Besnierovo prurigo
- Besnier-Boeck-Schaumannova nemoc
- Biermerova anémie
- Bickerstaffova encefalitida
- Bilharzióza
- Bing-Neelův syndrom
- Bing-Hortonův syndrom
- Binderův syndrom
- Binswangerova demence
- Birt-Hoggové-Dubé syndrom
- Blackfan-Diamondův syndrom
- Bland-White-Garlandův syndrom
- Bloch-Sulzbergův syndrom
- Bloomův syndrom
- Blountův syndrom
- Boder-Sedgwickův syndrom
- Boerhaaveův syndrom
- Bogoradův syndrom
- Bonnevieové-Ullrichův syndrom
- Böökův syndrom
- Bourneville-Pringleova nemoc
- Bowenova dermatosa
- Bowenoidní papulóza
- Bowenova nemoc
- Brachmannův–de Langeové syndrom
- Brailsford-Morquioův syndrom
- Brandtův syndrom
- Brightova nemoc
- Brill-Symmersova nemoc
- Brill-Zinsserova nemoc
- Briquetův syndrom
- Brissaudova nemoc
- Brissaud-Sicardův syndrom
- Brockův syndrom
- Brodieův syndrom
- Brown-Séquardův syndrom
- Brucelóza
- Bruckův–de Langeové syndrom
- Brugadův syndrom
- Brunsův syndrom
- Bruton-Gitlinov syndrom
- Budd-Chiariho syndrom
- Buergerova nemoc
- Bumkeův syndrom
- Bürger-Grütz syndrom
- Burkittův lymfom
- Burnettův syndrom
- Bywatersův syndrom
- Caffey-Silvermanův syndrom
- Calvéova nemoc
- Canalové-Smithův syndrom
- Canavanové nemoc
- Cannonova nemoc
- Capgrasův syndrom
- Caplanův syndrom
- Caroliho syndrom
- Carrionova nemoc
- Castlemanova nemoc
- Céstan-Chenaisův syndrom
- Chagasova choroba
- Charcotův–Marieův–Toothův syndrom
- Charles-Bonnetův syndrom
- Cheadleho nemoc
- Chediak-Higashi syndrom
- Chiari-Frommelův syndrom
- Chilaiditiho syndrom
- Christ-Siemens-Touraine syndrom
- Christensen-Krabbeho nemoc
- Syndrom Churgův–Straussové
- Claudeův syndrom
- Claude-Bernard-Hornerův syndrom
- Clerambaultův syndrom
- Clerambault-Kandinskyův syndrom
- Clerc-Levy-Christesco syndrom
- Cockayneův syndrom
- Coganovův syndrom
- Collet-Sicardův syndrom
- Concatoova nemoc
- Connův syndrom
- Cooleyho anémie
- Coriových nemoc
- Syndrom Cornelie de Lange
- Costenův syndrom
- Cotardův syndrom
- Cowdenův syndrom
- Crigler-Najjarův syndrom
- Crocq-Cassirerův syndrom
- Creutzfeldtova–Jakobova nemoc
- Crohnova nemoc
- Cronkhite-Canadaové syndrom
- Crouzonův syndrom
- Cruveilhier-Baumgartenova nemoc
- Cruzova nemoc
- Curschmann-Batten-Steinertův syndrom
- Cushingova nemoc
- Chushingův syndrom
- Da Costa syndrom
- Dalrympleova nemoc
- Danbolt-Clossův syndrom
- Dandyho-Walkerův syndrom
- De Clérambaultův syndrom
- de Quervainova nemoc
- de Quervain tyreoiditida
- Dejerine-Sottasova nemoc
- Dennie-Marfanův syndrom
- Dentova nemoc
- Denys-Drashův syndrom
- Dercumova nemoc
- Devergiova choroba
- Devicova choroba
- DiGeorgův syndrom
- Di Guglielmo nemoc
- Donovanóza
- Downův syndrom
- Dresslerův syndrom
- Duaneův syndrom
- Dubin-Johnsonův syndrom
- Duchenne-Aranova nemoc
- Duchennova muskulární dystrofie
- Dukesova nemoc
- Duncanův syndrom
- Duroziezova nemoc
- Ealesova nemoc
- Edwardsův syndrom
- Ehlersův–Danlosův syndrom
- Ehrlichióza
- Eisenmengerův syndrom
- Ekbomův syndrom
- Epsteinův syndrom
- Erdheimova-Chesterova choroba
- Fabryho nemoc
- Fanconiho anémie
- Fanconiho syndrom
- Farberova nemoc
- Fechtner-Epsteinův syndrom
- Feltyho syndrom
- Fitz-Hugh-Curtis syndrom
- Foix-Alajouanine syndrom
- Forbeho nemoc
- Freiova choroba
- Fritsch-Asherman syndrom
- Fuchsova dystrofie
- Ganserův syndrom
- Gaucherova nemoc
- Gardnerův syndrom
- Giannotti-Crostiho nemoc
- Gilbertův syndrom
- Gilles de la Touretteova nemoc
- Glanzmannova nemoc
- Goldenharův syndrom
- Goodpasteurův syndrom
- Gorlinův–Goltz syndrom
- Grauhanův syndrom
- Gravesova-Basedowova nemoc
- Gruberův syndrom
- Guillain-Barré syndrom
- Guntherova nemoc
- Hailey-Haileyova nemoc
- Hallervorden-Spatz nemoc
- Hand-Schüller-Christianova nemoc
- Hansenova nemoc
- Hardikarův syndrom
- Harleyova choroba
- Hartnupova nemoc
- Hashimotova tyreoiditida
- Hennebertův syndrom
- Henoch-Schonleinova purpura
- Heydeův syndrom
- Hirschsprungova choroba
- Hodgkinova nemoc
- Hunterův syndrom
- Huntingtonova nemoc
- Illigové syndrom
- Jaekenova nemoc
- Jarvi-Nasu-Hakola nemoc
- Kahlerova nemoc
- Kannerův syndrom
- Kaposiho sarkom
- Kashin-Beckova nemoc
- Kawasakiův syndrom
- Kearns-Sayre syndrom
- Kennyův syndrom
- Kienbockova nemoc
- Kikuchiho nemoc
- Kimmelstiel-Wilsonova nemoc
- Kimuraova nemoc
- King-Kopetzky syndrom
- Kinsbourneův syndrom
- Klinefelterův syndrom
- Klüver-Bucy syndrom
- Köhlerova nemoc
- Korsakoffovův syndrom
- Kounisův syndrom
- Krabbeho nemoc
- Kugelbergova-Welanderové nemoc
- Laforaova nemoc
- Larsenův syndrom
- Laurence-Moonův syndrom
- Laurence-Moon-Bardet-Biedlův syndrom
- Legg-Calvé-Perthes syndrom
- Leighova nemoc
- Leinerův syndrom
- Leishmanióza
- Lejeuneův syndrom
- Lemierreův syndrom
- Lenègreova nemoc
- Lesch-Nyhanův syndrom
- Letterer-Siweova nemoc
- Libman-Pytleova nemoc
- Li-Fraumeniho syndrom
- Listerióza
- Löfflerova endokarditida
- Lou Gehrigova nemoc
- Lown-Ganong-Levinův syndrom
- Löfgrenův syndrom
- Ludwigova angina
- Lyellův syndrom
- Lynchův syndrom
- Machadova-Josephových nemoc
- Marie-Foix-Alajouanineův syndrom
- Malloryho-Weissův syndrom
- Mansonelliáza
- Marburgova roztroušená skleróza
- Marfanův syndrom
- Marshall-Smith syndrom
- Mcardleho nemoc
- McCune-Albright syndrom
- Meckel-Gruber syndrom
- Meigsův syndrom
- Ménétrierova nemoc
- Ménièrova nemoc
- Menkesova nemoc
- Middletonův syndrom
- Mikuliczova nemoc
- Miller-Diekerův syndrom
- Mondor nemoc
- Mongeho nemoc
- Morquiův syndrom
- Mortimerové nemoc
- Mucha-Habermannova nemoc
- Myhre-Riley-Smith syndrom
- Nasu-Hakolaova nemoc
- Neillové-Dingwallův syndrom
- Nelsonův syndrom
- Neumannova nemoc
- Noonanové syndrom
- Omennův syndrom
- Ormondnova nemoc
- Osgood-Schlatterova nemoc
- Osler-Weber-Rendu syndrom
- Pagetova nemoc kostí
- Pagetova nemoc prsu
- Pagetova nemoc penisu
- Pagetova nemoc vulvy
- Paget-Schroetterova nemoc
- Parkinsonova nemoc
- Patauův syndrom
- Pelizaeus-Merzbacherova nemoc
- Perthesův syndrom
- Peutz-Jeghersův syndrom
- Peyroniehoova nemoc
- Pickardtův syndrom
- Pickův syndrom
- Pickwickův syndrom
- Plaut-Vincentova choroba
- Plummerova nemoc
- Polandův syndrom
- Pompeho choroba
- Pottova nemoc
- Potockiové-Lupski syndrom
- Potockiové-Shafferové syndrom
- Potterové sekvence
- Praderův–Williho syndrom
- Prášilův syndrom
- Primroseův syndrom
- Prinzmetalova angina
- Purtilův syndrom
- Quarelliho syndrom
- Ramsay Huntův syndrom
- Raynaudova nemoc
- Reavenův metabolický syndrom
- Recklinghausenova choroba
- Refsumova nemoc
- Reiterův syndrom
- Rettův syndrom
- Reyův syndrom
- Rickettsióza
- Riddochův syndrom
- Riedleova thyroiditis
- Riggsova nemoc
- Richterův syndrom
- Riley-Denův syndrom
- Riley-Smithův syndrom
- Ringelův syndrom
- Ritterova nemoc
- Roblesova nemoc
- Rogerova nemoc
- Rotorův syndrom
- Rubinstein-Taybiho syndrom
- Russell-Silver syndrom
- Ruvalcaba-Myhre-Smithův syndrom
- Růžička-Goerz-Antonův syndrom
- Sandhoffova nemoc
- Sanfilippův syndrom
- Sezaryho syndrom
- Schambergova nemoc
- Schilderova nemoc
- Schneiderův syndrom
- Scheuermannova nemoc
- Schinzelův–Giedionův syndrom
- Schnitzlerové syndrom
- Seaver-Cassidy syndrom
- Seligmann nemoc
- Shabbirův syndrom
- Sheehanův syndrom
- Shprintzenův syndrom
- Shwachmanův–Diamondův syndrom
- Siemensův–Blochův–Sulzbergův syndrom
- Silverův–Russellův syndrom
- Simmondsův syndrom
- Smithův–Lemliův–Opitzův syndrom
- Sippleův syndrom
- Sjögrenův syndrom
- Steeleův–Richardsonův–Olszewskiho syndrom
- Stevensův–Johnsonův syndrom
- Sturgeův–Weberův syndrom
- Sudeckův syndrom
- Sušacův syndrom
- Suttonova nemoc
- Takayasuova nemoc
- Tayova-Sachsova choroba
- Theilerióza
- Thomsenova nemoc
- Tietzův syndrom
- Tietzeův syndrom
- Touretteův syndrom
- Treacher Collinsův syndrom
- Turcotův syndrom
- Turnerův syndrom
- Unverrichtova-Lundborgova nemoc
- Usherův syndrom
- Van der Hoeveův syndrom
- Vincentova angína
- Virchowův syndrom
- Vogtův syndrom
- Von Gierkeova nemoc
- Von Hippelův–Lindauův syndrom
- Von Willebrandova nemoc
- Waardenburgův syndrom
- Waldenstrómova makroglobulinemie
- Warkanyho syndrom
- Waterhouseův–Friderichsenův syndrom
- Watsonův syndrom
- Wegenerova granulomatóza
- Weilova nemoc
- Wellsův syndrom
- Werdnigův–Hoffmannův syndrom
- Wermerův syndrom
- Wernerův syndrom
- Westerhofův syndrom
- Westerhof-Beemer-Cormaneův syndrom
- Whippleova choroba
- Wilkieho syndrom
- Williamsův syndrom
- Wilsonova nemoc
- Wiskottův–Aldrichův syndrom
- Wohlfartova-Kugelbergova-Welanderové nemoc
- Wolffův–Parkinsonův–Whiteův syndrom
- Wolfův–Hirschhornův syndrom
- Wolmanova nemoc
- Worster-Droughtův syndrom
- Yesudianův syndrom
- Zellwegerův syndrom
- Zieveho syndrom
- Zollingerův–Ellisonův syndrom